# UEFA Champions League 2012-2013 (fase a gironi)
Questa voce raccoglie un approfondimento sulle gare della fase a gironi dell'edizione 2012-2013 della UEFA Champions League.

## Squadre
| Legenda                                                                                         |
| ----------------------------------------------------------------------------------------------- |
| I club primi e secondi classificati avanzano alla fase a eliminazione diretta                   |
| I club terzi classificati partecipano alla fase a eliminazione diretta della UEFA Europa League |
| I club quarti classificati sono eliminati                                                       |

| Squadre        | Coeff   |
| -------------- | ------- |
| Barcellona     | 157.837 |
| Manchester Utd | 141.882 |
| Chelsea        | 135.882 |
| Bayern Monaco  | 133.037 |
| Real Madrid    | 121.837 |
| Arsenal        | 113.882 |
| Porto          | 98.069  |
| Milan          | 89.996  |

| Squadre          | Coeff  |
| ---------------- | ------ |
| Valencia         | 89.837 |
| Benfica          | 87.069 |
| Shakhtar Donetsk | 84.026 |
| Zenit            | 79.066 |
| Schalke 04       | 78.037 |
| Manchester City  | 63.882 |
| Braga            | 63.069 |
| Dinamo Kiev      | 62.026 |

| Squadre       | Coeff  |
| ------------- | ------ |
| Olympiacos    | 61.420 |
| Ajax          | 58.103 |
| Anderlecht    | 48.480 |
| Juventus      | 46.996 |
| Spartak Mosca | 46.066 |
| PSG           | 45.835 |
| Lilla         | 38.835 |
| Galatasaray   | 38.310 |

| Squadre           | Coeff  |
| ----------------- | ------ |
| Celtic            | 32.728 |
| Borussia Dortmund | 31.037 |
| BATĖ Borisov      | 29.641 |
| Dinamo Zagabria   | 24.774 |
| CFR Cluj          | 18.764 |
| Malaga            | 16.837 |
| Montpellier       | 11.835 |
| Nordsjælland      | 8.005  |

## Sorteggio
| Gruppo | 1ª fascia      | 2ª fascia             | 3ª fascia           | 4ª fascia         |
| ------ | -------------- | --------------------- | ------------------- | ----------------- |
| A      | Porto          | Dinamo Kiev           | Paris Saint-Germain | Dinamo Zagabria   |
| B      | Arsenal        | Schalke 04            | Olympiacos          | Montpellier       |
| C      | Milan          | Zenit San Pietroburgo | Anderlecht          | Malaga            |
| D      | Real Madrid    | Manchester City       | Ajax                | Borussia Dortmund |
| E      | Chelsea        | Šachtar               | Juventus            | Nordsjælland      |
| F      | Bayern Monaco  | Valencia              | Lilla               | BATĖ Borisov      |
| G      | Barcellona     | Benfica               | Spartak Mosca       | Celtic            |
| H      | Manchester Utd | Braga                 | Galatasaray         | CFR Cluj          |

## Gruppo A

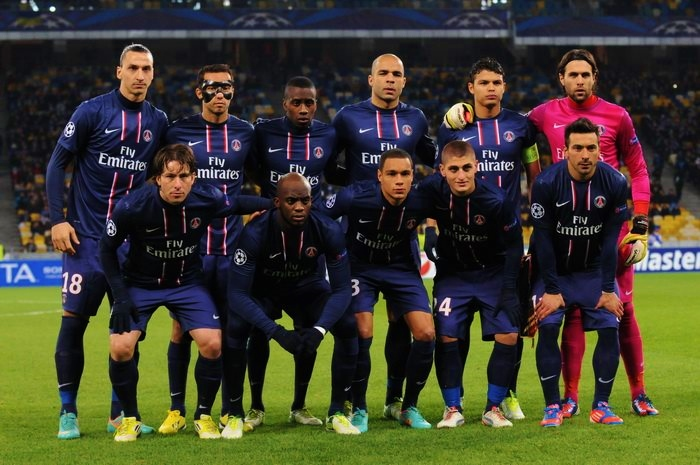
Il Paris Saint-Germain vince il proprio girone, approdando agli ottavi di finale dopo diciotto anni.

Nel Gruppo A vengono inseriti i lusitani del Porto, gli ucraini della Dinamo Kiev, i francesi del Paris Saint-Germain e i croati della Dinamo Zagabria.
Nella giornata d'esordio, il Porto batte per 2-0 la Dinamo Zagabria allo stadio Maksimir grazie alle reti di Lucho González e Defour, invece al Parco dei Principi, il Paris Saint-Germain travolge la Dinamo Kiev con un perentorio 4-1: per i padroni di casa vanno in gol Ibrahimović su calcio di rigore (che diventa il primo calciatore a segnare nella competizione con la maglia di sei squadre diverse), Thiago Silva, Alex e Pastore, mentre è di Veloso l'unica marcatura ospite.
Nella seconda giornata, gli ucraini superano i croati per 2-0 all'Olimpiyskyi in virtù del gol di Husjev e dell'autorete di Pivarić, propiziata da un cross rasoterra di Taiwo, mentre allo stadio do Dragão, i portoghesi hanno la meglio sui francesi per 1-0 grazie alla marcatura di James Rodríguez.
Nella terza giornata, i portoghesi vincono per 3-2 contro gli ucraini a Porto grazie alla rete di Varela e alla doppietta di Jackson Martínez, che fanno da contraltare ai gol di Husjev e Ideye, mentre i francesi sconfiggono i croati per 2-0 a Zagabria con le marcature di Ibrahimović e Ménez.
Nella quarta giornata, la Dinamo Kiev blocca il Porto sullo 0-0 a Kiev anche grazie all'apporto del proprio portiere Koval', autore di gran parate ai fini del pareggio, mentre nell'altro match il Paris Saint-Germain prevale nuovamente sulla Dinamo Zagabria, imponendosi con un netto 4-0 a Parigi grazie alle reti di Alex, Matuidi, Ménez e Hoarau.
Nella quinta giornata, i portoghesi battono i croati per 3-0 allo stadio do Dragão con i gol di Lucho González, Moutinho su calcio di punizione e Varela, invece all'Olimpiyskyi, i francesi superano gli ucraini per 2-0 grazie alla doppietta di Lavezzi nel secondo tempo.
Nell'ultima giornata, il Paris Saint-Germain centra il primo posto in classifica con 15 punti dopo aver sconfitto il Porto per 2-1 al Parco dei Principi con reti di Thiago Silva e Lavezzi, inframezzate da quella avversaria di Jackson Martínez, arrivando così davanti agli stessi portoghesi, piazzatisi al secondo posto con 13 punti. Allo stadio Maksimir, la Dinamo Zagabria e la Dinamo Kiev pareggiano invece per 1-1: alla marcatura iniziale di Jarmolenko per gli ospiti risponde quella in extremis di Krstanović su calcio di rigore per i padroni di casa. Gli ucraini giungono comunque al terzo posto del girone con 5 punti conquistati, ottenendo il ripescaggio in Europa League, mentre i croati rimangono ultimi con solamente 1 punto all'attivo.
| Squadra             | Pt | G | V | N | P | GF | GS | DG  |
| ------------------- | -- | - | - | - | - | -- | -- | --- |
| Paris Saint-Germain | 15 | 6 | 5 | 0 | 1 | 14 | 3  | +11 |
| Porto               | 13 | 6 | 4 | 1 | 1 | 10 | 4  | +6  |
| Dinamo Kiev         | 5  | 6 | 1 | 2 | 3 | 6  | 10 | -4  |
| Dinamo Zagabria     | 1  | 6 | 0 | 1 | 5 | 1  | 14 | -13 |

| Arbitro: | Daniele Orsato |

|  |           |                        |
|  | Marcatori | 41’ Lucho 90+2’ Defour |

| Arbitro: | Björn Kuipers |

|                                                                |           |            |
| Ibrahimović 19’ (rig.) Thiago Silva 29’ Alex 32’ Pastore 90+1’ | Marcatori | 87’ Veloso |

| Arbitro: | Martin Atkinson |

|                             |           |  |
| Gusev 3’ Pivarić 33’ (aut.) | Marcatori |  |

| Arbitro: | Howard Webb |

|               |           |  |
| Rodríguez 83’ | Marcatori |  |

| Arbitro: | Pavel Královec |

|                              |           |                     |
| Varela 15’ Martinez 36’, 78’ | Marcatori | 21’ Gusev 72’ Ideye |

| Arbitro: | Fırat Aydınus |

|  |           |                           |
|  | Marcatori | 32’ Ibrahimovic 43’ Ménez |

| Kiev 6 novembre 2012, ore 20:45 CET | Dinamo Kiev              | 0 – 0 referto | Porto | Stadio Olimpico di Kiev\| Arbitro: \| Alberto Undiano Mallenco \| |
| Arbitro:                            | Alberto Undiano Mallenco |               |       |                                                                   |

| Arbitro: | Paweł Gil |

|                                           |           |  |
| Alex 16’ Matuidi 61’ Ménez 66’ Hoarau 80’ | Marcatori |  |

| Arbitro: | Paolo Tagliavento |

|                                   |           |  |
| Lucho 20’ Moutinho 67’ Varela 85’ | Marcatori |  |

| Arbitro: | Wolfgang Stark |

|  |           |                  |
|  | Marcatori | 45’, 52’ Lavezzi |

| Arbitro: | Stanislav Todorov |

|                         |           |                |
| Krstanović 90+1’ (rig.) | Marcatori | 45’ Yarmolenko |

| Arbitro: | Craig Thomson |

|                              |           |                      |
| Thiago Silva 29’ Lavezzi 60’ | Marcatori | 33’ Jackson Martínez |

## Gruppo B

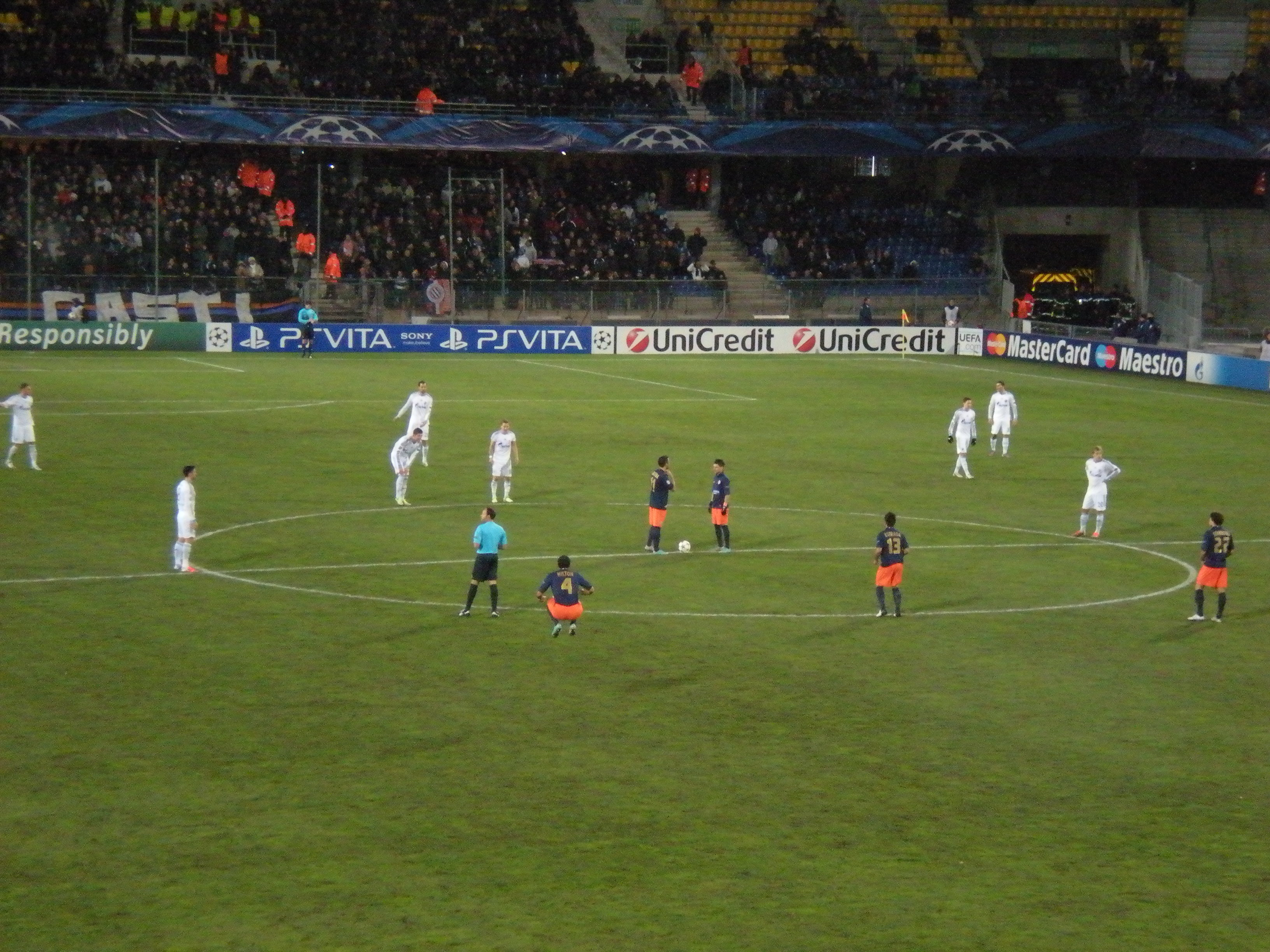
Il calcio d'inizio dell'incontro tra il debuttante Montpellier e lo Schalke 04 allo Stade de la Mosson.

Nel Gruppo B vengono inseriti gli inglesi dell'Arsenal, i tedeschi dello Schalke 04, i greci dell'Olympiakos e i francesi del Montpellier.
Nella prima giornata, l'Arsenal batte in rimonta per 2-1 l'esordiente Montpellier allo Stade de la Mosson: le reti di Podolski e Gervinho ribaltano l'iniziale vantaggio di Belhanda su calcio di rigore. Nell'altro match, lo Schalke 04 ha la meglio sull'Olympiakos per 2-1 al Karaiskakīs grazie ai gol di Höwedes e Huntelaar, inframezzati da quello di Abdoun per i padroni di casa.
Nella seconda giornata, i tedeschi e i francesi pareggiano per 2-2 alla Veltins-Arena: per i padroni di casa vanno a segno Draxler e Huntelaar su calcio di rigore, mentre sono di Aït-Fana e Camara, quest'ultima materializzatasi in extremis, le marcature degli ospiti, i quali riescono a pervenire al pari nonostante l'inferiorità numerica per l'espulsione di Bocaly. Nell'altro incontro, gli inglesi superano i greci con un netto 3-1 all'Emirates Stadium, frutto dei gol di Gervinho, Podolski e Ramsey, intervallati dall'inutile rete di Mītroglou.
Nella terza giornata, i tedeschi si impongono per 2-0 sugli inglesi a Londra in virtù delle reti di Afellay e Huntelaar, diventando inoltre la prima squadra straniera a violare il nuovo stadio dei londinesi dopo sette anni dalla sua inaugurazione, mentre a Montpellier, i greci espugnano il campo dei francesi in rimonta per 2-1: al gol iniziale di Charbonnier per i padroni di casa rispondono quelli ospiti di Torosidīs e Mītroglou, quest'ultimo avvenuto in pieno recupero.
Nella quarta giornata, lo Schalke 04 riesce a strappare un pareggio in rimonta per 2-2 contro l'Arsenal a Gelsenkirchen grazie alle marcature di Huntelaar e Farfán, che fanno da contraltare a quelle di Walcott e Giroud. Nell'altra partita, l'Olympiakos batte nuovamente il Montpellier, vincendo per 3-1 ad Atene in seguito alle reti di Machado, Greco e Mītroglou, inframezzate da quella di Belhanda su calcio di rigore.
Nella quinta giornata, gli inglesi sconfiggono i francesi per 2-0 all'Emirates Stadium con gol di Wilshere e Podolski, eliminandoli conseguentemente dal torneo, mentre i tedeschi hanno la meglio sui greci per 1-0 alla Veltins-Arena grazie alla splendida rete dalla distanza di Fuchs.
Nell'ultima giornata, lo Schalke 04 agguanta il primo posto in classifica con 12 punti dopo aver ottenuto un pareggio per 1-1 contro il Montpellier allo Stade de la Mosson (alla marcatura di Höwedes risponde quella di Herrera), mentre l'Arsenal giunge al secondo posto con 10 punti in virtù della sconfitta per 2-1 al Karaiskakīs per mano dell'Olympiakos (le reti di Maniatis e Mītroglou rimontano quella iniziale di Rosický). I greci centrano così il terzo posto del girone con 9 punti, venendo ripescati in Europa League, invece i francesi terminano ultimi con 2 punti.
| Squadra     | Pt | G | V | N | P | GF | GS | DG |
| ----------- | -- | - | - | - | - | -- | -- | -- |
| Schalke 04  | 12 | 6 | 3 | 3 | 0 | 10 | 6  | +4 |
| Arsenal     | 10 | 6 | 3 | 1 | 2 | 10 | 8  | +2 |
| Olympiacos  | 9  | 6 | 3 | 0 | 3 | 9  | 9  | 0  |
| Montpellier | 2  | 6 | 0 | 2 | 4 | 6  | 12 | -6 |

| Arbitro: | Carlos Velasco Carballo |

|                    |           |                           |
| Belhanda 9’ (rig.) | Marcatori | 16’ Podolski 18’ Gervinho |

| Arbitro: | David Fernández Borbalán |

|            |           |                           |
| Abdoun 58’ | Marcatori | 16’ Höwedes 59’ Huntelaar |

| Arbitro: | Sergei Karasev |

|                                  |           |                         |
| Draxler 26’ Huntelaar 53’ (rig.) | Marcatori | 13’ Aït-Fana 90’ Camara |

| Arbitro: | Svein Oddvar Moen |

|                                        |           |               |
| Gervinho 42’ Podolski 56’ Ramsey 90+3’ | Marcatori | 45’ Mitroglou |

| Arbitro: | Jonas Eriksson |

|  |           |                           |
|  | Marcatori | 76’ Huntelaar 86’ Afellay |

| Arbitro: | Daniele Orsato |

|                 |           |                               |
| Charbonnier 49’ | Marcatori | 73’ Torosidis 90+2’ Mitroglou |

| Arbitro: | Nicola Rizzoli |

|                            |           |                        |
| Huntelaar 45+1’ Farfán 66’ | Marcatori | 18’ Walcott 26’ Giroud |

| Arbitro: | Marijo Strahonja |

|                                    |           |                     |
| Machado 4’ Greco 81’ Mitroglou 83’ | Marcatori | 67’ (rig.) Belhanda |

| Arbitro: | Fırat Aydınus |

|                           |           |  |
| Wilshere 50’ Podolski 63’ | Marcatori |  |

| Arbitro: | Björn Kuipers |

|           |           |  |
| Fuchs 77’ | Marcatori |  |

| Arbitro: | Antonio Mateu Lahoz |

|             |           |             |
| Herrera 59’ | Marcatori | 55’ Höwedes |

| Arbitro: | Alberto Undiano Mallenco |

|                            |           |             |
| Maniatis 64’ Mitroglou 73’ | Marcatori | 38’ Rosický |

## Gruppo C

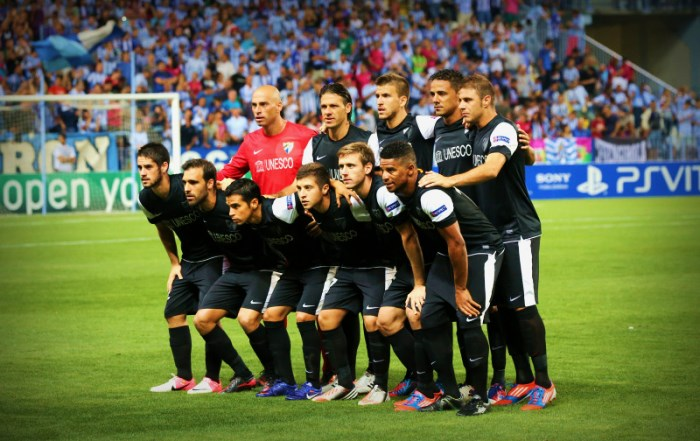
L'esordiente Málaga, vincitore del proprio girone da imbattuto.

Nel Gruppo C vengono inseriti gli italiani del Milan, i russi dello Zenit San Pietroburgo, i belgi dell'Anderlecht e gli spagnoli del Málaga.
Nella prima giornata, il debuttante Málaga batte nettamente per 3-0 lo Zenit San Pietroburgo alla Rosaleda grazie alla doppietta di Isco e alla rete di Saviola, mentre al Meazza, il Milan viene bloccato da un ottimo Anderlecht sullo 0-0 anche grazie all'apporto del portiere Proto, autore di parate cruciali ai fini del pareggio.
Nella seconda giornata, gli italiani superano i russi per 3-2 allo stadio Petrovskij: i padroni di casa riescono a rimontare l'iniziale doppio svantaggio firmato da Emanuelson ed El Shaarawy in virtù dei gol di Hulk e Širokov, ma l'autorete di Hubočan, che insacca nella propria porta nel tentativo di anticipare Pazzini, regala tuttavia agli ospiti la vittoria nel finale. Nell'altro incontro, gli spagnoli si impongono invece con un netto 3-0 sui belgi allo stadio Vanden Stock, frutto della doppietta di Eliseu e della marcatura di Joaquín su calcio di rigore.
Nella terza giornata, i russi piegano i belgi per 1-0 a San Pietroburgo con rete di Keržakov su calcio di rigore, mentre a Málaga, gli spagnoli prevalgono anch'essi di misura per 1-0 sugli italiani grazie al gol di Joaquín, dopo che quest'ultimo aveva pure sbagliato in precedenza un calcio di rigore, colpendo in pieno la traversa.
Nella quarta giornata, l'Anderlecht coglie la prima vittoria nel girone dopo aver sconfitto lo Zenit San Pietroburgo per 1-0 ad Anderlecht: a decidere la gara è la rete di Mbokani nel primo tempo. Nell'altro match, il Milan e il Málaga pareggiano invece per 1-1 a Milano: al gol iniziale di Eliseu per gli ospiti risponde quello di Pato per i padroni di casa.
Nella quinta giornata, i russi strappano un pareggio in rimonta per 2-2 contro gli spagnoli allo stadio Petrovskij grazie alle marcature di Danny e Fajzulin, che fanno da contraltare a quelle iniziali di Buonanotte e Fernández, mentre gli italiani si impongono con un netto 3-1 sui belgi allo stadio Vanden Stock in virtù delle reti di El Shaarawy, Mexès in rovesciata e Pato, intervallate dall'inutile gol di De Sutter per i padroni di casa.
Nell'ultima giornata, il Málaga pareggia per 2-2 contro l'Anderlecht alla Rosaleda (alla doppietta di Duda rispondono i gol di Jovanović e Mbokani) e conferma il già acquisito primo posto in classifica da imbattuti con 12 punti, mentre il Milan, anch'esso già qualificato, giunge al secondo posto con 8 punti nonostante la sconfitta per 1-0 al Meazza contro lo Zenit San Pietroburgo (decide la rete di Danny). I russi vengono dunque ripescati in Europa League con il terzo posto a 7 punti, mentre i belgi arrivano ultimi nel girone con 5 punti conquistati.
| Squadra               | Pt | G | V | N | P | GF | GS | DG |
| --------------------- | -- | - | - | - | - | -- | -- | -- |
| Malaga                | 12 | 6 | 3 | 3 | 0 | 12 | 5  | +7 |
| Milan                 | 8  | 6 | 2 | 2 | 2 | 7  | 6  | +1 |
| Zenit San Pietroburgo | 7  | 6 | 2 | 1 | 3 | 6  | 9  | -3 |
| Anderlecht            | 5  | 6 | 1 | 2 | 3 | 4  | 9  | -5 |

| Arbitro: | Mark Clattenburg |

|                          |           |  |
| Isco 3’, 76’ Saviola 13’ | Marcatori |  |

| Milano 18 settembre 2012, ore 20:45 CEST | Milan          | 0 – 0 referto | Anderlecht | Stadio Giuseppe Meazza\| Arbitro: \| William Collum \| |
| Arbitro:                                 | William Collum |               |            |                                                        |

| Arbitro: | Felix Brych |

|                         |           |                                                   |
| Hulk 45+2’ Shirokov 50’ | Marcatori | 13’ Emanuelson 16’ El Shaarawy 75’ (aut.) Hubočan |

| Arbitro: | Viktor Kassai |

|  |           |                                      |
|  | Marcatori | 45+1’, 64’ Eliseu 57’ (rig.) Joaquín |

| Arbitro: | Ivan Bebek |

|                      |           |  |
| Kerzhakov 73’ (rig.) | Marcatori |  |

| Arbitro: | Pedro Proença |

|             |           |  |
| Joaquín 64’ | Marcatori |  |

| Arbitro: | Antony Gautier |

|             |           |  |
| Mbokani 17’ | Marcatori |  |

| Arbitro: | Howard Webb |

|          |           |            |
| Pato 73’ | Marcatori | 40’ Eliseu |

| Arbitro: | Olegário Benquerença |

|                        |           |                            |
| Danny 48’ Fayzulin 87’ | Marcatori | 8’ Buonanotte 9’ Fernández |

| Arbitro: | Damir Skomina |

|               |           |                                      |
| De Sutter 78’ | Marcatori | 46’ El Shaarawy 71’ Mexés 90+1’ Pato |

| Arbitro: | Tony Chapron |

|  |           |           |
|  | Marcatori | 35’ Danny |

| Arbitro: | Deniz Aytekin |

|               |           |                           |
| Duda 44’, 61’ | Marcatori | 50’ Jovanović 89’ Mbokani |

## Gruppo D

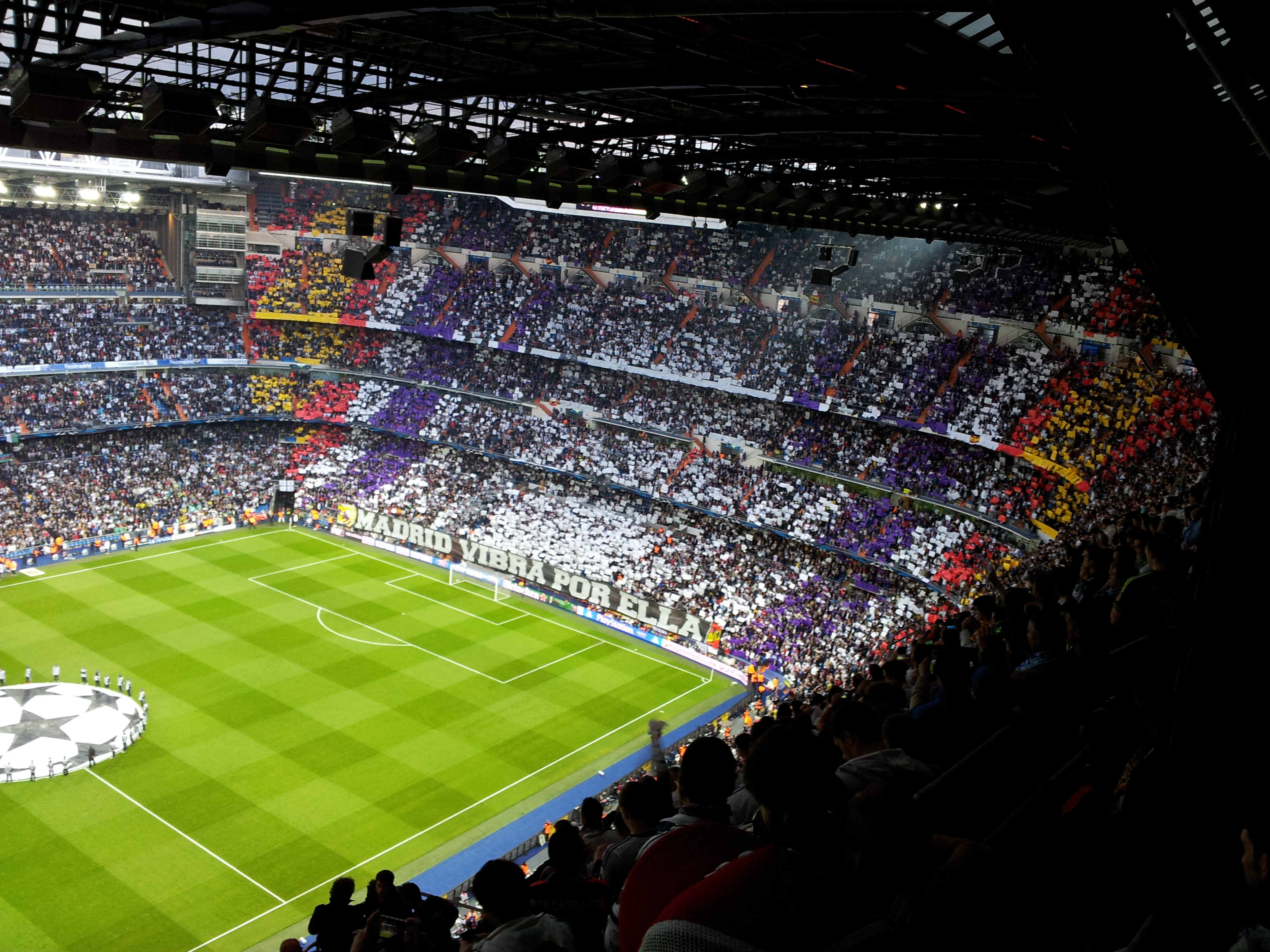
Lo stadio Santiago Bernabéu prima del match tra il Real Madrid e il Borussia Dortmund.

Nel Gruppo D vengono inseriti gli spagnoli del Real Madrid, gli inglesi del Manchester City, gli olandesi dell'Ajax e i tedeschi del Borussia Dortmund.
Nella giornata d'esordio, il Borussia Dortmund batte per 1-0 l'Ajax al Westfalenstadion con rete di Lewandowski negli ultimi minuti di gara, mentre al Bernabéu, il Real Madrid supera il Manchester City con un pirotecnico 3-2 grazie alle reti di Marcelo, Benzema e Cristiano Ronaldo, quest'ultima avvenuta in pieno recupero, che fanno da contraltare a quelle di Džeko e di Kolarov su calcio di punizione.
Nella seconda giornata, gli inglesi e i tedeschi pareggiano per 1-1 all'Etihad Stadium: al gol iniziale di Reus per gli ospiti risponde quello in pieno recupero di Balotelli su calcio di rigore per i padroni di casa. Nell'altro match, gli spagnoli si impongono nettamente sugli olandesi per 4-1 all'Amsterdam Arena: per i madridisti vanno a segno Benzema in semirovesciata e Ronaldo con una tripletta, mentre è Moisander l'autore dell'unica marcatura neerlandese.
Nella terza giornata, gli olandesi hanno la meglio sugli inglesi per 3-1 ad Amsterdam in virtù delle reti di de Jong, Moisander e Eriksen, che rimontano quella iniziale degli ospiti ad opera di Nasri, mentre a Dortmund, i tedeschi sconfiggono gli spagnoli per 2-1 con i gol di Lewandowski e Schmelzer, inframezzati da quello di Ronaldo.
Nella quarta giornata, il Manchester City strappa un pareggio in rimonta per 2-2 contro l'Ajax a Manchester grazie alle marcature di Touré e Agüero, che equalizzano l'iniziale doppietta di de Jong. Nell'altro incontro, anche il Real Madrid e il Borussia Dortmund si dividono la posta in palio a Madrid col medesimo risultato, frutto dei gol di Pepe e di Özil su calcio di punizione per gli iberici e di Reus e Götze per i teutonici.
Nella quinta giornata, i tedeschi travolgono gli olandesi con un perentorio 4-1 all'Amsterdam Arena, eliminandoli conseguentemente dal torneo, grazie alla doppietta di Lewandowski e alle reti di Reus e Götze, mentre è di Hoesen l'unica marcatura avversaria. Nell'altra partita, gli inglesi e gli spagnoli pareggiano invece per 1-1 all'Etihad Stadium: al gol in apertura di Benzema per gli ospiti risponde quello di Agüero su calcio di rigore per i padroni di casa, i quali vengono tuttavia estromessi dalla competizione in relazione a tale punteggio.
Nell'ultima giornata, il Borussia Dortmund certifica il primo posto in classifica con 14 punti dopo aver battuto per 1-0 il Manchester City al Westfalenstadion (decide la rete di Schieber nel secondo tempo), mentre il Real Madrid, anch'esso già qualificato, supera nettamente l'Ajax per 4-1 al Bernabéu (a segno Ronaldo, Callejón con una doppietta e Kaká) e giunge al secondo posto con 11 punti. Gli olandesi agguantano il terzo posto con 4 punti e vengono così ripescati in Europa League, invece i deludenti inglesi finiscono addirittura ultimi senza vittorie e con solamente 3 punti all'attivo.
| Squadra           | Pt | G | V | N | P | GF | GS | DG |
| ----------------- | -- | - | - | - | - | -- | -- | -- |
| Borussia Dortmund | 14 | 6 | 4 | 2 | 0 | 11 | 5  | +6 |
| Real Madrid       | 11 | 6 | 3 | 2 | 1 | 15 | 9  | +6 |
| Ajax              | 4  | 6 | 1 | 1 | 4 | 8  | 16 | -8 |
| Manchester City   | 3  | 6 | 0 | 3 | 3 | 7  | 11 | -4 |

| Arbitro: | Paolo Tagliavento |

|                 |           |  |
| Lewandowski 88’ | Marcatori |  |

| Arbitro: | Damir Skomina |

|                                     |           |                         |
| Marcelo 76’ Benzema 87’ Ronaldo 90’ | Marcatori | 68’ Džeko 85’ Balotelli |

| Arbitro: | Pavel Královec |

|                      |           |          |
| Balotelli 90’ (rig.) | Marcatori | 62’ Reus |

| Arbitro: | Jonas Eriksson |

|               |           |                                   |
| Moisander 55’ | Marcatori | 42’, 79’, 81’ Ronaldo 48’ Benzema |

| Arbitro: | Svein Oddvar Moen |

|                                       |           |           |
| de Jong 45’ Moisander 57’ Eriksen 68’ | Marcatori | 21’ Nasri |

| Arbitro: | Viktor Kassai |

|                               |           |             |
| Lewandowski 36’ Schmelzer 64’ | Marcatori | 38’ Ronaldo |

| Arbitro: | Peter Rasmussen |

|                      |           |                  |
| Touré 22’ Agüero 74’ | Marcatori | 10’, 18’ de Jong |

| Arbitro: | Cüneyt Çakır |

|                   |           |                    |
| Pepe 34’ Özil 89’ | Marcatori | 28’ Reus 45’ Götze |

| Arbitro: | Pedro Proença |

|            |           |                                        |
| Hoesen 86’ | Marcatori | 8’ Reus 36’ Götze 40’, 69’ Lewandowski |

| Arbitro: | Gianluca Rocchi |

|                   |           |             |
| Agüero 74’ (rig.) | Marcatori | 10’ Benzema |

| Arbitro: | Milorad Mažić |

|              |           |  |
| Schieber 57’ | Marcatori |  |

| Arbitro: | Pavel Královec |

|                                        |           |                |
| Ronaldo 13’ Callejón 28’, 88’ Kaká 49’ | Marcatori | 59’ Boerrigter |

## Gruppo E

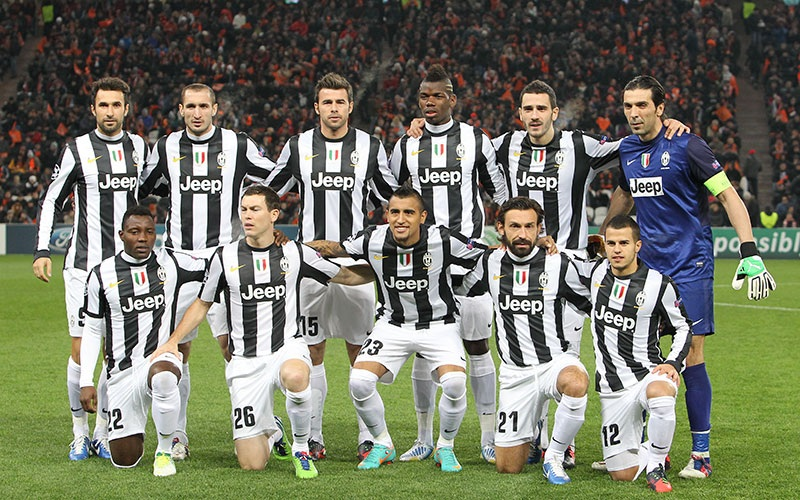
La Juventus vince il proprio girone, comprendente anche i campioni in carica del Chelsea, approdando da imbattuta agli ottavi di finale.

Nel Gruppo E vengono inseriti gli inglesi del Chelsea, gli ucraini dello Šachtar, gli italiani della Juventus e i danesi del Nordsjælland.
Nella giornata d'esordio, lo Šachtar batte per 2-0 il debuttante Nordsjælland alla Donbass Arena grazie alla doppietta di Mxit'aryan, mentre allo Stamford Bridge, la Juventus riesce a strappare un pareggio per 2-2 contro i campioni in carica del Chelsea in virtù delle marcature di Vidal e Quagliarella, che rimontano l'iniziale doppietta di Oscar.
Nella seconda giornata, gli italiani e gli ucraini pareggiano per 1-1 allo Juventus Stadium: alla rete iniziale di Teixeira per gli ospiti risponde immediatamente quella di Bonucci per i padroni di casa. Nell'altro match, gli inglesi si impongono invece con perentorio 4-0 sui danesi al Parken Stadium, frutto della doppietta di Mata, del gol di David Luiz su calcio di punizione e di quello di Ramires nel finale.
Nella terza giornata, i danesi bloccano a sorpresa gli italiani sul pareggio per 1-1 a Copenaghen: all'iniziale marcatura di Beckmann su calcio di punizione per i nordici risponde quella di Vučinić per i piemontesi, mentre a Donec'k, gli ucraini superano gli inglesi per 2-1 in virtù delle reti di Teixeira e Fernandinho, cui segue l'inutile gol di Oscar nel finale, che accorcia solamente le distanze.
Nella quarta giornata, la Juventus coglie la prima vittoria nel girone dopo tre pareggi consecutivi, sconfiggendo nettamente il Nordsjælland per 4-0 a Torino grazie ai gol di Marchisio, Vidal, Giovinco e Quagliarella, invece a Londra, il Chelsea ha la meglio sullo Šachtar con un pirotecnico 3-2 in seguito alle reti di Torres, Oscar e Moses, quest'ultima avvenuta in pieno recupero, che fanno da contraltare alla doppietta di Willian, vendicando così la precedente sconfitta.
Nella quinta giornata, gli ucraini vincono per 5-2 contro i danesi al Parken Stadium in virtù della tripletta di Luiz Adriano e della doppietta di Willian, che consentono così agli ospiti di centrare la qualificazione con un turno d'anticipo, mentre sono di Nordstrand e Lorentzen le uniche marcature dei padroni di casa. Nell'altro incontro, gli italiani superano gli inglesi con un perentorio 3-0 allo Juventus Stadium grazie alle reti di Vidal, Quagliarella e Giovinco.
Nell'ultima giornata, la Juventus batte anche il già qualificato Šachtar per 1-0 alla Donbass Arena (decide l'autogol di Kučer, propiziato da un cross di Lichtsteiner) e centra così il passaggio del turno con il primo posto in classifica a 12 punti, scavalcando gli stessi ucraini, piazzatisi secondi con 10 punti. Nonostante l'ampio trionfo per 6-1 ai danni del Nordsjælland allo Stamford Bridge, il Chelsea si colloca solamente al terzo posto, anch'esso con 10 punti, ma con un minor numero di reti segnate in trasferta nei due scontri diretti contro gli ucraini, venendo dunque ripescato in Europa League e diventando inoltre la prima squadra detentrice del trofeo a non superare la fase a gironi della competizione. I danesi terminano invece la loro prima esperienza nella massima manifestazione europea con l'ultimo posto del raggruppamento, avendo conquistato solo 1 punto.
| Squadra      | Pt | G | V | N | P | GF | GS | DG  |
| ------------ | -- | - | - | - | - | -- | -- | --- |
| Juventus     | 12 | 6 | 3 | 3 | 0 | 12 | 4  | +8  |
| Šachtar      | 10 | 6 | 3 | 1 | 2 | 12 | 8  | +4  |
| Chelsea      | 10 | 6 | 3 | 1 | 2 | 16 | 10 | +6  |
| Nordsjælland | 1  | 6 | 0 | 1 | 5 | 4  | 22 | -18 |

| Arbitro: | Paweł Gil |

|                     |           |  |
| Mxit'aryan 45’, 76’ | Marcatori |  |

| Arbitro: | Pedro Proença |

|                |           |                            |
| Oscar 31’, 33’ | Marcatori | 38’ Vidal 81’ Quagliarella |

| Arbitro: | Bas Nijhuis |

|             |           |              |
| Bonucci 25’ | Marcatori | 23’ Teixeira |

| Arbitro: | Marijo Strahonja |

|  |           |                                          |
|  | Marcatori | 34’, 82’ Mata 80’ David Luiz 89’ Ramires |

| Arbitro: | Deniz Aytekin |

|              |           |             |
| Beckmann 50’ | Marcatori | 81’ Vucinic |

| Arbitro: | Damir Skomina |

|                             |           |           |
| Teixeira 4’ Fernandinho 52’ | Marcatori | 88’ Oscar |

| Arbitro: | Aleksandar Stavrev |

|                                                      |           |  |
| Marchisio 7’ Vidal 23’ Giovinco 37’ Quagliarella 75’ | Marcatori |  |

| Arbitro: | Carlos Velasco Carballo |

|                                 |           |                 |
| Torres 6’ Oscar 40’ Moses 90+3’ | Marcatori | 9’, 47’ Willian |

| Arbitro: | Antony Gautier |

|                              |           |                                             |
| Nordstrand 24’ Lorentzen 30’ | Marcatori | 28’, 63’, 81’ Luiz Adriano 44’, 60’ Willian |

| Arbitro: | Cüneyt Çakır |

|                                           |           |  |
| Quagliarella 38’ Vidal 61’ Giovinco 90+1’ | Marcatori |  |

| Arbitro: | Jonas Eriksson |

|  |           |                   |
|  | Marcatori | 56’ (aut.) Kucher |

| Arbitro: | Bas Nijhuis |

|                                                                       |           |          |
| David Luiz 38’ (rig.) Torres 45+1’, 56’ Cahill 51’ Mata 63’ Oscar 71’ | Marcatori | 47’ John |

## Gruppo F
Nel Gruppo F vengono inseriti i tedeschi del Bayern Monaco, gli spagnoli del Valencia, i francesi del Lilla e i bielorussi del BATĖ Borisov.
Nella giornata d'esordio, il BATĖ Borisov sconfigge a sorpresa il Lilla per 3-1 allo Stade Pierre Mauroy grazie alle reti di Valadz'ko, Radyënaŭ e Aljachnovič, cui segue l'inutile gol avversario ad opera di Chedjou, ottenendo così la sua prima storica vittoria nella fase a gironi della competizione. Nell'altro match, il Bayern Monaco, finalista della precedente edizione, batte per 2-1 il Valencia all'Allianz Arena con le marcature di Schweinsteiger e Kroos, seguite dalla futile rete di Valdez in pieno recupero per gli ospiti.
Nella seconda giornata, gli spagnoli prevalgono per 2-0 sui francesi al Mestalla con la doppietta di Jonas, mentre allo stadio Dinamo, i bielorussi superano clamorosamente i tedeschi per 3-1 in virtù delle reti di Paŭlaŭ, Radyënaŭ e Bressan, inframezzate da quella di Ribéry per i teutonici.
Nella terza giornata, gli spagnoli hanno la meglio sui bielorussi con un rotondo 3-0 a Minsk grazie alla tripletta di Soldado, invece a Lilla, i tedeschi espugnano di misura il campo dei francesi per 1-0 con il gol di Müller su calcio di rigore.
Nella quarta giornata, il Valencia sconfigge nuovamente il BATĖ Borisov, imponendosi per 4-2 a Valencia con la doppietta di Feghouli e le reti di Jonas e di Soldado su calcio di rigore, mentre sono di Bressan su calcio di punizione e di Mazaleŭski le uniche marcature degli ospiti. Nell'altro incontro, anche il Bayern Monaco batte di nuovo il Lilla con un travolgente 6-1 a Monaco di Baviera, arrecandoli così la quarta sconfitta consecutiva nel girone, nonché la peggiore mai patita in campo europeo, e la conseguente eliminazione dal torneo con due turni d'anticipo: per i padroni di casa vanno a segno Schweinsteiger, Pizarro con una tripletta, Robben e Kroos, mentre è di Kalou l'unico gol di marca ospite.
Nella quinta giornata, i francesi colgono la prima vittoria nel raggruppamento ai danni dei bielorussi, vincendo per 2-0 allo stadio Dinamo in virtù delle marcature di Sidibé e Bruno, mentre al Mestalla, gli spagnoli e i tedeschi pareggiano per 1-1: al gol iniziale di Feghouli per i padroni di casa risponde quello di Müller per gli ospiti, consentendo così ad entrambe le squadre di qualificarsi già agli ottavi di finale.
Nell'ultima giornata, il Bayern Monaco e il Valencia superano rispettivamente il BATĖ Borisov (4-1 all'Allianz Arena con reti di Gómez, Müller, Shaqiri e Alaba) e il Lilla (1-0 allo Stade Pierre Mauroy con gol di Jonas su calcio di rigore) e chiudono il girone a pari merito con 13 punti conquistati, ma sono tuttavia i tedeschi a classificarsi al primo posto davanti agli spagnoli per via degli scontri diretti favorevoli. I bielorussi giungono comunque al terzo posto con 6 punti, ottenendo così il ripescaggio in Europa League, invece i deludenti francesi terminano ultimi con solamente 3 punti all'attivo. 
| Squadra       | Pt | G | V | N | P | GF | GS | DG |
| ------------- | -- | - | - | - | - | -- | -- | -- |
| Bayern Monaco | 13 | 6 | 4 | 1 | 1 | 15 | 7  | +8 |
| Valencia      | 13 | 6 | 4 | 1 | 1 | 12 | 5  | +7 |
| BATĖ Borisov  | 6  | 6 | 2 | 0 | 4 | 9  | 15 | -6 |
| Lilla         | 3  | 6 | 1 | 0 | 5 | 4  | 13 | -9 |

| Arbitro: | Marcin Borski |

|             |           |                                           |
| Chedjou 60’ | Marcatori | 6’ Valadz'ko 21’ Radyënaŭ 43’ Aljachnovič |

| Arbitro: | Fırat Aydınus |

|                              |           |              |
| Schweinsteiger 38’ Kroos 76’ | Marcatori | 90+2’ Valdez |

| Arbitro: | Gianluca Rocchi |

|                |           |  |
| Jonas 38’, 75’ | Marcatori |  |

| Arbitro: | Aleksandar Stavrev |

|                                     |           |              |
| Pavlov 23’ Rodionov 78’ Renan 90+3’ | Marcatori | 90+1’ Ribery |

| Arbitro: | Craig Thomson |

|  |           |                                |
|  | Marcatori | 45+1’ (rig.), 55’, 69’ Soldado |

| Arbitro: | Martin Atkinson |

|  |           |                   |
|  | Marcatori | 20’ (rig.) Müller |

| Arbitro: | Tom Harald Hagen |

|                                                |           |                          |
| Jonas 26’ Soldado 29’ (rig.) Feghouli 57’, 86’ | Marcatori | 54’ Renan 83’ Mozolevski |

| Arbitro: | Ovidiu Alin Hațegan |

|                                                              |           |           |
| Schweinsteiger 5’ Pizarro 18’, 28’, 33’ Robben 23’ Kroos 66’ | Marcatori | 56’ Kalou |

| Arbitro: | Marijo Strahonja |

|  |           |                      |
|  | Marcatori | 14’ Sidibé 31’ Bruno |

| Arbitro: | Howard Webb |

|              |           |            |
| Feghouli 77’ | Marcatori | 82’ Müller |

| Arbitro: | Aleksandar Stavrev |

|  |           |                  |
|  | Marcatori | 36’ (rig.) Jonas |

| Arbitro: | William Collum |

|                                            |           |               |
| Gomez 22’ Müller 54’ Shaqiri 66’ Alaba 83’ | Marcatori | 89’ Filipenko |

## Gruppo G
Nel Gruppo G vengono inseriti gli spagnoli del Barcellona, i portoghesi del Benfica, i russi dello Spartak Mosca e gli scozzesi del Celtic.
Nella giornata d'esordio, il Barcellona batte in rimonta per 3-2 lo Spartak Mosca al Camp Nou grazie al gol di Tello e alla doppietta di Messi, che fanno appunto da contraltare all'autorete di Dani Alves, propiziata da un tiro di Emenike, e alla marcatura di Rômulo, mentre nell'altro incontro, il Celtic e il Benfica pareggiano con uno statico 0-0 al Celtic Park.
Nella seconda giornata, i russi vengono nuovamente sconfitti in rimonta per 3-2, questa volta dagli scozzesi, i quali si impongono allo stadio Lužniki in virtù dell'autogol di Kombarov, propiziato da una conclusione di Forrest, e delle reti di Hooper e Samaras, quest'ultima avvenuta in pieno recupero, che ribaltano appunto l'iniziale doppietta di Emenike e consentono così agli ospiti di ottenere la loro prima storica vittoria in trasferta nella fase a gironi della competizione. Nell'altro match, gli spagnoli regolano invece i portoghesi per 2-0 allo stadio da Luz con le marcature di Sánchez e Fàbregas.
Nella terza giornata, i russi colgono il primo trionfo nel raggruppamento ai danni dei portoghesi, superandoli per 2-1 a Mosca grazie al gol in apertura di Rafael Carioca e all'autorete di Jardel, che insacca nella propria porta nel tentativo di respingere un cross di Makeev, mentre è di Lima l'unica marcatura avversaria. Nell'altra partita, anche gli spagnoli hanno la meglio sugli scozzesi col medesimo risultato a Barcellona, vincendo in rimonta con le reti di Iniesta e Alba, quest'ultima materializzatasi in extremis, che annullano l'iniziale vantaggio degli ospiti ad opera di Samaras.
Nella quarta giornata, il Benfica si prende la rivincita sullo Spartak Mosca, battendolo per 2-0 a Lisbona con la doppietta di Cardozo, mentre a Glasgow, il Celtic sconfigge a sorpresa il Barcellona per 2-1 con le reti di Wanyama e dell'esordiente Watt, cui segue l'inutile gol di Messi nel finale, che accorcia solamente le distanze.
Nella quinta giornata, gli spagnoli sconfiggono i russi con un perentorio 3-0 allo stadio Lužniki in virtù della rete di Dani Alves e della doppietta di Messi, centrando così la qualificazione agli ottavi di finale con un turno d'anticipo, mentre allo stadio da Luz, i portoghesi prevalgono per 2-1 sugli scozzesi con i gol di John e Garay, intervallati dal momentaneo pareggio avversario di Samaras.
Nell'ultima giornata, il Barcellona certifica il primo posto in classifica con 13 punti dopo aver pareggiato per 0-0 al Camp Nou contro il Benfica, mentre il Celtic si impone per 2-1 sullo Spartak Mosca al Celtic Park (decidono le reti di Hooper e di Commons su calcio di rigore, inframezzate da quella di Ari per gli ospiti), centrando così all'ultimo respiro la qualificazione agli ottavi di finale grazie all'ottenimento del secondo posto con 10 punti, a discapito degli stessi portoghesi, giunti alla terza piazza con 8 punti e valevole per il ripescaggio in Europa League. I russi chiudono invece all'ultimo posto del girone con solamente 3 punti all'attivo.
| Squadra       | Pt | G | V | N | P | GF | GS | DG |
| ------------- | -- | - | - | - | - | -- | -- | -- |
| Barcellona    | 13 | 6 | 4 | 1 | 1 | 11 | 5  | +6 |
| Celtic        | 10 | 6 | 3 | 1 | 2 | 9  | 8  | +1 |
| Benfica       | 8  | 6 | 2 | 2 | 2 | 5  | 5  | 0  |
| Spartak Mosca | 3  | 6 | 1 | 0 | 5 | 7  | 14 | -7 |

| Arbitro: | Milorad Mažić |

|                          |           |                                  |
| Tello 14’ Messi 72’, 80’ | Marcatori | 30’ (aut.) Dani Alves 59’ Rômulo |

| Glasgow 19 settembre 2012, ore 20:45 CEST | Celtic         | 0 – 0 referto | Benfica | Celtic Park\| Arbitro: \| Nicola Rizzoli \| |
| Arbitro:                                  | Nicola Rizzoli |               |         |                                             |

| Arbitro: | Tony Chapron |

|                  |           |                                            |
| Emenike 41’, 48’ | Marcatori | 12’ Hooper 71’ (aut.) Kombarov 90’ Samaras |

| Arbitro: | Cüneyt Çakır |

|  |           |                         |
|  | Marcatori | 6’ Sánchez 56’ Fábregas |

| Arbitro: | Mark Clattenburg |

|                                     |           |          |
| Rafael Carioca 3’ Jardel 42’ (aut.) | Marcatori | 33’ Lima |

| Arbitro: | Gianluca Rocchi |

|                              |           |                       |
| Iniesta 45’ Jordi Alba 90+3’ | Marcatori | 18’ (aut.) Mascherano |

| Arbitro: | Florian Meyer |

|                  |           |  |
| Cardozo 55’, 69’ | Marcatori |  |

| Arbitro: | Björn Kuipers |

|                      |           |             |
| Wanyama 21’ Watt 83’ | Marcatori | 90+1’ Messi |

| Arbitro: | Ivan Bebek |

|  |           |                          |
|  | Marcatori | 16’ Alves 27’, 39’ Messi |

| Arbitro: | Viktor Kassai |

|                   |           |             |
| John 7’ Garay 71’ | Marcatori | 32’ Samaras |

| Arbitro: | Felix Brych |

|                               |           |         |
| Hooper 21’ Commons 84’ (rig.) | Marcatori | 39’ Ari |

| Barcellona 5 dicembre 2012, ore 20:45 CEST | Barcellona        | 0 – 0 referto | Benfica | Camp Nou\| Arbitro: \| Svein Oddvar Moen \| |
| Arbitro:                                   | Svein Oddvar Moen |               |         |                                             |

## Gruppo H
Nel Gruppo H vengono inseriti gli inglesi del Manchester Utd, i portoghesi del Braga, i turchi del Galatasaray e i rumeni del CFR Cluj.
Nella giornata d'esordio, il Manchester Utd batte per 1-0 il Galatasaray all'Old Trafford con la rete in apertura di Carrick, mentre allo stadio Municipal, il CFR Cluj si impone per 2-0 sul Braga grazie alla doppietta di Rafael Bastos, avvenuta nel primo tempo, nonostante questi ultimi abbiano tirato per ben trentacinque volte in porta .
Nella seconda giornata, gli inglesi sconfiggono i rumeni in rimonta per 2-1 allo stadio Rădulescu in virtù della doppietta di van Persie, che ribalta l'iniziale vantaggio dei padroni di casa ad opera di Kapetanos, invece alla Türk Telekom Arena, i portoghesi espugnano il campo dei turchi per 2-0 con i gol di Rúben Micael e Alan.
Nella terza giornata, i turchi e i rumeni pareggiano per 1-1 ad Istanbul: all'iniziale vantaggio di Kapetanos per gli ospiti risponde la rete di Burak Yılmaz per i padroni di casa. Nell'altro match, gli inglesi superano invece in rimonta i portoghesi con un pirotecnico 3-2 a Manchester: la doppietta di Hernández e il gol di Evans ribaltano difatti l'iniziale doppietta di Alan.
Nella quarta giornata, il Galatasaray coglie il primo successo nel raggruppamento ai danni del CFR Cluj, battendolo per 3-1 a Cluj-Napoca grazie alla tripletta di Burak Yılmaz, che rende inutile il momentaneo pareggio dei padroni di casa ad opera di Sougou. Nell'altro incontro, il Manchester Utd ha nuovamente la meglio sul Braga, vincendo in rimonta per 3-1 a Braga in virtù delle marcature di van Persie, Rooney e Hernández, le quali ribaltano il vantaggio iniziale di Alan su calcio di rigore, consentendo così ai mancuniani di ottenere il loro quarto trionfo consecutivo nel girone e la qualificazione agli ottavi di finale con due turni d'anticipo.
Nella quinta giornata, i turchi sconfiggono a sorpresa gli inglesi per 1-0 alla Türk Telekom Arena grazie alla rete di Burak Yılmaz nel secondo tempo, agguantando dunque la prima vittoria casalinga nella manifestazione dopo tre anni, mentre allo stadio Rădulescu, i rumeni travolgono i portoghesi con un netto 3-1 in virtù della tripletta di Rui Pedro, realizzata in soli sedici minuti e inframezzata dal gol avversario di Alan, che costringe appunto i lusitani alla prematura eliminazione dal torneo. L'attaccante portoghese diventa inoltre il primo calciatore di una squadra rumena a segnare tre gol in un'unica partita della competizione.
Nell'ultima giornata, il Manchester Utd certifica il primo posto in classifica con 12 punti, nonostante l'inaspettata sconfitta per 1-0 ad opera del CFR Cluj all'Old Trafford (decide la splendida rete dalla distanza di Luís Alberto), mentre il Galatasaray batte anche il Braga per 2-1 allo stadio Municipal (i gol di Burak Yılmaz e Aydın Yılmaz rimontano l'iniziale vantaggio di Mossoró) e centra il secondo posto con 10 punti, a pari merito con gli stessi rumeni, ma questi ultimi giungono terzi per via degli scontri diretti sfavorevoli, venendo ripescati in Europa League, invece i portoghesi finiscono all'ultimo posto del girone con solamente 3 punti all'attivo.
| Squadra        | Pt | G | V | N | P | GF | GS | DG |
| -------------- | -- | - | - | - | - | -- | -- | -- |
| Manchester Utd | 12 | 6 | 4 | 0 | 2 | 9  | 6  | +3 |
| Galatasaray    | 10 | 6 | 3 | 1 | 2 | 7  | 6  | +1 |
| CFR Cluj       | 10 | 6 | 3 | 1 | 2 | 9  | 7  | +2 |
| Braga          | 3  | 6 | 1 | 0 | 5 | 7  | 13 | -6 |

| Arbitro: | Wolfgang Stark |

|            |           |  |
| Carrick 7’ | Marcatori |  |

| Arbitro: | Peter Rasmussen |

|  |           |                 |
|  | Marcatori | 19’, 34’ Bastos |

| Arbitro: | Alberto Undiano Mallenco |

|               |           |                     |
| Kapetanos 14’ | Marcatori | 29’, 49’ van Persie |

| Arbitro: | Tom Harald Hagen |

|  |           |                             |
|  | Marcatori | 27’ Rúben Micael 90+3’ Alan |

| Arbitro: | Paolo Tagliavento |

|              |           |               |
| B.Yilmaz 76’ | Marcatori | 19’ Kapetanos |

| Arbitro: | Milorad Mažić |

|                               |           |              |
| Chicharito 25’, 75’ Evans 62’ | Marcatori | 2’, 20’ Alan |

| Arbitro: | William Collum |

|            |           |                        |
| Sougou 53’ | Marcatori | 18’, 61’, 74’ B.Yilmaz |

| Arbitro: | Felix Brych |

|                 |           |                                            |
| Alan 49’ (rig.) | Marcatori | 80’ van Persie 84’ Rooney 90+1’ Chicharito |

| Arbitro: | Carlos Velasco Carballo |

|              |           |  |
| B.Yilmaz 64’ | Marcatori |  |

| Arbitro: | Sergei Karasev |

|                        |           |          |
| Rui Pedro 7’, 16’, 33’ | Marcatori | 17’ Alan |

| Arbitro: | Daniele Orsato |

|  |           |                  |
|  | Marcatori | 56’ Luís Alberto |

| Arbitro: | Nicola Rizzoli |

|             |           |                           |
| Mossoró 32’ | Marcatori | 58’ B.Yilmaz 77’ A.Yilmaz |